# (9927) Tyutchev
(9927) Tyutchev (1981 TW1) – planetoida z pasa głównego asteroid okrążająca Słońce w ciągu 3,3 lat w średniej odległości 2,22 j.a. Odkryta 3 października 1981 roku.